# Velonades
Velonades är en ort i Grekland.   Den ligger i prefekturen Nomós Kerkýras och regionen Joniska öarna, i den västra delen av landet, 400 km nordväst om huvudstaden Aten. Velonades ligger 51 meter över havet och antalet invånare är 388. Den ligger på ön Korfu.
Terrängen runt Velonades är platt åt nordväst, men åt sydost är den kuperad. Havet är nära Velonades norrut. Runt Velonades är det ganska tätbefolkat, med 96 invånare per kvadratkilometer. Närmaste större samhälle är Agios Georgis, 3,3 km söder om Velonades. 